# Eucypris pigra
Eucypris pigra är en kräftdjursart som först beskrevs av Fischer 1851.  Eucypris pigra ingår i släktet Eucypris och familjen Cyprididae. Inga underarter finns listade i Catalogue of Life.